# Yom Huledet (Happy Birthday)
"Yom Huledet (Happy Birthday)" (em hebraico:  יום הולדת, em  português: "Parabéns") foi a canção de Israel no Festival Eurovisão da Canção 1999, que se realizou em Jerusalém.
A canção foi interpretada em hebraico e em inglês pela banda Eden. Foi a décima nona canção a ser interpretada na noite do evento, a seguir à canção da Áustria, "Reflection, cantada por Bobbie Singer, e antes da canção de Malta, "Believe 'n Peace", interpretada pela banda Times Three. "Yom Huledet (Happy Birthday)" terminou a competição em quinto lugar, tendo recebido um total de 93 pontos.

## Autores
- Letristas: Moshe Datz, Gabriel Butler,Ya'akov Lamai e Jacky Oved
- Compositores: Moshe Datz, Gabriel Butler,Ya'akov Lamai e Jacky Oved

## Letra
A canção é uma peça uptempo, anunciando as  perspetivas cada vez mais dançantes do Festival Eurovisão da Canção, com as banda cantando sobre a simples alegria de ter um aniversário e comemorar com uma festa. Eddie e Gabriel Butler foram os primeiros cantores negros a representar Israel.

## Outras versões
A banda gravou uma versão inteiramente em inglês, intitulada "Happy bithday".